# Illigera trifoliata
Illigera trifoliata là một loài thực vật có hoa trong họ Hernandiaceae. Loài này được (Griff.) Dunn miêu tả khoa học đầu tiên năm 1908.